# فرانچسکا یاربوسوا
فرانچسکا آلفریدونا یاربوسوا (روسی: Франческа Альфредовна Ярбусова؛ زادهٔ ۳ اکتبر ۱۹۴۲) یک انیماتور، کارگردان فیلم و هنرمند اهل روسیه است. وی بیشتر بابت همکاری نزدیکش با یوری نورشتاین شناخته می‌شود.
از فیلم‌ها یا مجموعه‌های تلویزیونی که وی در آن‌ها نقش داشته است می‌توان به خارپشتی در مه و برو اونجا، نمی‌دونم کجا اشاره نمود.
او بابت فعالیت‌های هنری‌اش برندهٔ جوایز گوناگونی شده است که از آن میان می‌توان به جایزه دولتی اتحاد شوروی اشاره کرد.